# Infra S.A.
A Infra S.A. é uma empresa pública, de direito privado, sob a forma de sociedade anônima, controlada pela União através do Ministério dos Transportes, com foco na prestação de serviços de planejamento, estruturação de projetos, engenharia e inovação para o setor de transportes.
A empresa é resultado do processo de extinção e subsequente incorporação da Empresa de Planejamento e Logística S.A. (EPL) pela VALEC Engenharia, Construções e Ferrovias S.A., previsto no decreto nº 11.081/2022 e concluído em setembro de 2022.

## Histórico
Em maio de 2022, foi anunciada a decisão em unificar a VALEC com a Empresa de Planejamento e Logística (EPL) para criar uma nova empresa chamada Infra S.A, responsável pelo planejamento e estruturação de projetos para o setor de transportes, de acordo com o Decreto n° 11.081/2022
Em outubro de 2022, o processo de unificação das duas empresas foi concluído, com a EPL sendo incorporada pela VALEC, passando a se chamar Infra S.A.

## Negócios
A Infra S.A. conta com uma equipe especializada de técnicos e um centro de inteligência que reúne dados e informações de todo os segmentos que envolvem a logística de transportes.
A estatal promove o planejamento de longo prazo, ampliando eficiência da alocação dos recursos destinados à infraestrutura e aumentar a competitividade do país, definindo a origem dos investimentos para os empreendimentos e fomenta a participação do setor privado nos programas de arrendamento, concessão e parcerias.
Por meio desse planejamento, são listados os empreendimentos prioritários para atender a Política Nacional de Transportes do Ministério da Infraestrutura.
Entre as atividades realizadas pela Infra S/A estão:
- Elaboração de estudos de viabilidade técnica, jurídica, ambiental e análise econômico-financeira para o desenvolvimento de projetos de logística e transportes rodoviário, ferroviário, dutoviário, aquaviário e aeroviário;[3]
- a construção e exploração de infraestrutura ferroviária;[3]
- planejar e promover o desenvolvimento do serviço de transporte ferroviário de alta velocidade;[3]
- Atuação junto a órgãos ambientais e condução de estudos para emissão de licenças que atestam a viabilidade de empreendimentos de infraestrutura e desapropriação fundiária;[3]
- Analise prévia sobre a demanda, estimativa de investimentos necessários e analise de custo benefício do empreendimento, além das vantagens socioeconômicas do projeto;[3]
- Implantação e operação do Documento Eletrônico de Transportes, que unifica documentos e informações em operações de transporte de carga em todos os modos de transporte;[3]
- Análise de indicadores socioeconômicos e da infraestrutura de transportes e diagnóstico sobre o setor de transportes de determinada região[3]

A Infra S.A. também é responsável elaboração do Plano Nacional de Logística (PNL) e demais planos setoriais, antes desenvolvidos pela EPL.

## Ferrovias
A Infra S.A. detém também as outorgas das seguintes ferrovias:
- EF-354 (Ferrovia Transcontinental)ː planejada para ter aproximadamente 4.400 km de extensão em solo brasileiro, entre o Porto do Açu, no litoral do estado do Rio de Janeiro, e Boqueirão da Esperança (AC), como parte da ligação entre os oceanos Atlântico, no Brasil, e Pacífico, no Peru. O trecho ligando os municípios de Mara Rosa (GO) ao de Vilhena (RO), com 1.641 km de extensão, é denominado Ferrovia de Integração Centro-oeste (FICO);[4]
- EF-267 de Panorama, em São Paulo, a Porto Murtinho, no Mato Grosso do Sul, com 750 km;[4]
- EF-334 (Ferrovia de Integração Oeste-Leste – FIOL) que, partindo de Ilhéus, na Bahia, chega a Figueirópolis, no Tocantins, totalizando um percurso de 1.500 km.[4]

A Infra S.A. também detém uma participação acionária de 39,10% na ferrovia Transnordestina através da Transnordestina Logística S.A.. Também conta com participação na Ferroeste.
A empresa atua na construção da Ferrovia de Integração-Oeste Leste (FIOL) e na fiscalização dos investimentos realizados pelo setor privado na Ferrovia de Integração Centro-Oeste (FICO).

### FIOL
A FIOL é dividida nosː 

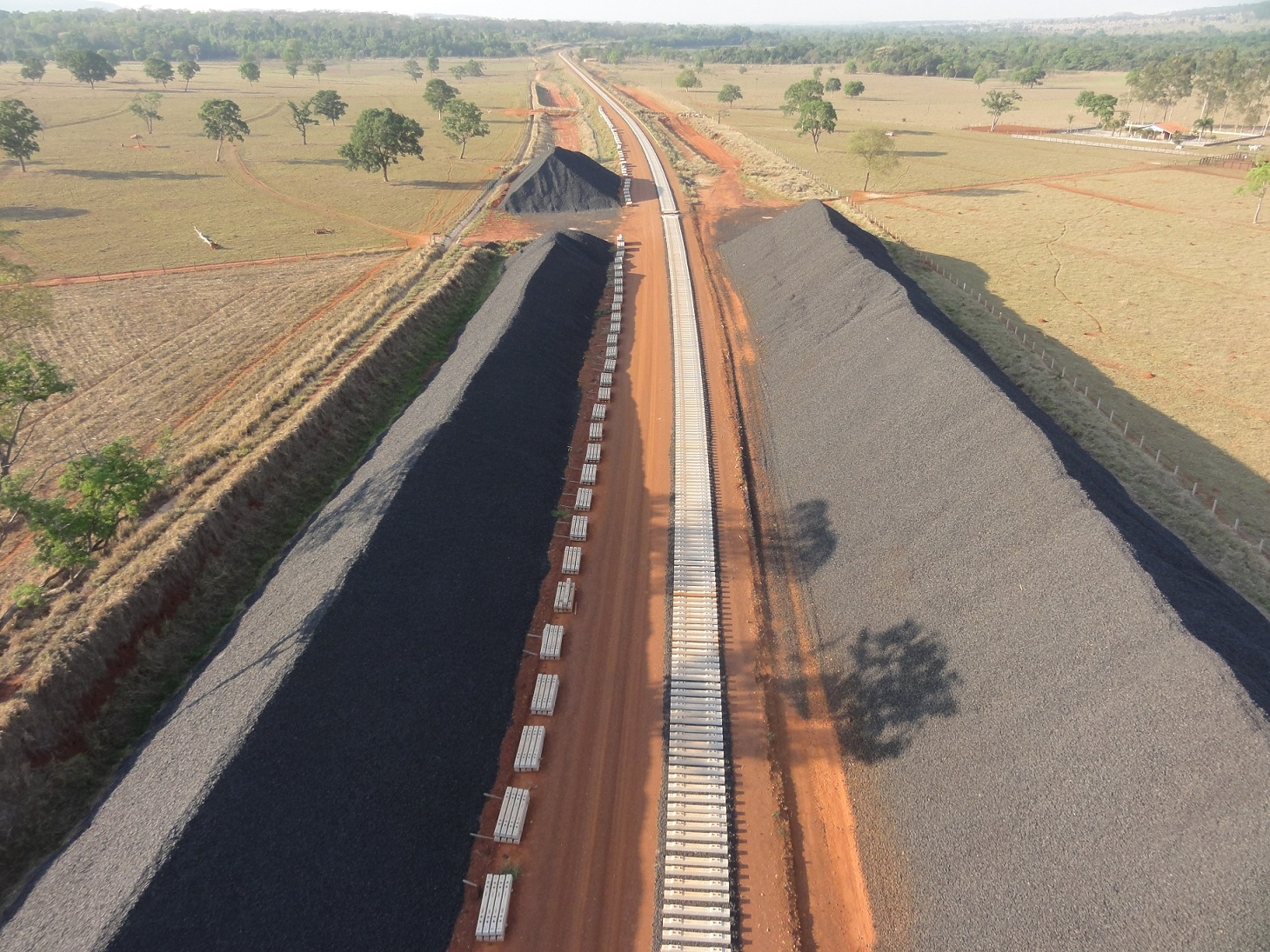
Obras na FIOL

- Trecho I, entre Ilhéus (BA) e Caetité (BA) com extensão de 537 km, com mais de 75% de execução física da obra (2022);[6]
- Trecho II, entre Caetité (BA) e Barreiras (BA), com extensão de 485 km, dos quais cerca de 45% das obras estão executadas (2022); [6]
- Trecho III, entre Barreiras (BA) e Figueirópolis (TO), com extensão aproximada de 505 km, em fase de revisão de estudos e projetos.[6]

O Trecho I foi qualificado para subconcessão em 13 de setembro de 2016 e leiloado em abril de 2021, na B3, para a empresa Bahia Mineração S.A. (Bamin).

### FICO
Em setembro de 2021, foi iniciada a construção do trecho Mara Rosa (GO) a Água Boa (MT) da Ferrovia de Integração Centro-Oeste, colocada como contrapartida da VALE ao pagamento do Valor de Outorga pela prorrogação antecipada do contrato de concessão da Estrada de Ferro Vitória a Minas, nos termos da Lei 13.448 de 2017. Por meio do mecanismo de investimento cruzado, as empresas detentoras de outorgas ferroviárias do governo federal possam renovar o contrato fazendo outros investimentos.

### FNS
A construção da FNS foi iniciada em 1987, tendo um traçado inicial que previa uma extensão de aproximadamente 1.550 km, de Açailândia (MA) a Anápolis (GO), tendo sido dada a concessão à VALEC.
A VALEC subconcedeu, em dezembro de 2007, a operação do trecho entre Açailândia (MA) e Porto Nacional (TO) da Ferrovia Norte-Sul, pelo valor de 1,478 bilhão para a VALE, por um período de 30 anos. Atualmente a concessão deste trecho pertence a VLI.
Em 29 de março de 2019, a subconcessão do Tramo Central da Ferrovia Norte-Sul foi leiloada pelo valor de 2,7 bilhões de reais para a Rumo Logística, empresa ligada a Cosan. A concessão tem duração de 30 anos.